# Louis Pasteur (målning)
Louis Pasteur är en oljemålning av den finländske konstnären Albert Edelfelt från 1885. Den är utställd på Musée d'Orsay i Paris.
Målningen är ett porträtt av den franske kemisten Louis Pasteur i hans laboratorium på Rue d'Ulm i Paris. Vid tidpunkten hade Pasteur gjort banbrytande upptäckter för utvecklande av vaccination mot rabies.
Målningen ställdes ut på salongen i Paris 1886 där den fick ett gott mottagande och Edelfelt belönades med hederslegionen. Redan 1880 hade Edelfelt blivit prisbelönt i Paris med Ett barns likfärd. Med porträttet av Pasteur befäste han sin ställning i den franska konstvärlden; målningen köptes av franska staten för Sorbonne.